# Albert Tuisue

a Compétitions nationales et continentales officielles uniquement.

b Matchs officiels uniquement.
Dernière mise à jour le 9 juillet 2024.
Albert Tuisue, né le 6 juin 1993 sur l'île de Kadavu (Fidji), est un joueur de rugby à XV international fidjien évoluant aux postes de troisième ligne centre, troisième ligne aile ou deuxième ligne. Il évolue avec le club de Gloucester Rugby en Premiership à partir de 2022.

## Carrière

### En club
Après avoir longtemps exercé le métier de policier dans son pays natal, Albert Tuisue commence sa carrière en 2017 en Australie avec l'équipe de West Harbour en Shute Shield (championnat amateur de la région de Sydney). La même année, il est retenu pour jouer avec l'équipe professionnelle des Greater Sydney Rams en NRC,.
En 2018, il rejoint l'équipe fidjienne des Fijian Drua, qui dispute également le NRC, et remporte . Lors de cette saison, il dispute neufs matchs (pour quatre essausà et participe à la victoire finale de son équipe au terme de la saison,
Au mois de janvier 2019, il est recruté par le club anglais des London Irish évoluant en RFU Championship. Avec sa nouvelle équipe, il joue onze matchs et inscrit cinq essais, aidant ainsi son club à remporter le championnat et à accéder à la Premiership,,.
En 2022, après quatre saisons avec le club londonien, il rejoint le club de Gloucester Rugby, évoluant au sein du même championnat.

### En équipe nationale
Albert Tuisue est sélectionné avec les Fiji Warriors (Fidji A) pour la première fois en 2018, afin de disputer le Pacific Challenge.
Il est sélectionné pour la première fois avec l'équipe des Fidji en juin 2018 pour participer à la Pacific Nations Cup 2018. Il obtient sa première cape internationale le 23 juin 2018 à l’occasion d’un match contre l'équipe des Tonga à Lautoka.
En mai 2019, il fait partie de la présélection de 50 joueurs annoncé par la Fédération fidjienne de rugby à XV pour préparer la coupe du monde au Japon. Cependant, il n'est pas sélectionné dans le groupe définitif de 31 joueurs en août 2019.
En juin 2023, il est sélectionné au sein du groupe fidjien retenu pour préparer la Coupe du monde 2023 en France. En août 2023, il est retenu dans le groupe de 33 joueurs sélectionné pour participer à la Coupe du monde en France. Il joue cinq matchs lors de la compétition, dont deux en tant que titulaire.

## Palmarès

### En club
- Vainqueur du NRC en 2018 avec les Fijian Drua.
- Vainqueur du RFU Championship en 2019 avec les London Irish.

### En équipe nationale
- Vainqueur du Pacific Challenge en 2018 avec les Fiji Warriors.
- Vainqueur de la Coupe des nations du Pacifique en 2018 avec les Fidji.

## Statistiques
- 26 sélections avec les Fidji depuis 2018.
- 10 points (2 essais).